# Chloramoebales
Ordre
Les Chloramoebales sont un ordre d’algues de la classe des Xanthophyceae.

## Liste des familles
Selon AlgaeBase (16 mars 2022) et World Register of Marine Species (16 mars 2022) :
- Chloramoebaceae Luther, 1899

Selon ITIS (16 mars 2022) :
- Heterochloridaceae
- Rhizochloridaceae